# ميغيل نافارو مولينا
ميغيل نافارو مولينا (بالإسبانية: Miguel Navarro Molina)‏ (لوركا، إقليم مرسية، 17 شباط 1952 - لوركا 19 كانون الثاني 2016). كان رئيسَ المجلس الإقليميّ في مرسية والنائب الإقليميّ ورئيس بلدية لوركا.

## السيرة الذاتية
وُلِدَ ميغيل نافارو في 17 شباط 1952 في حي سان كريستوبال الكائن في مدينة لوركا. كان متزوجاً وله خمسة أبناء. قبل عام 1976، وهو العام الذي التحق فيه بالسياسة، عَمِلَ كمعلمٍ في المدارس الابتدائية، وفي التربية العلاجيّة.

## حياته السياسية
كان ميغيل نافارو مولينا نائباً في المجلس الإقليمي في مرسية ضمن الهيئة التشريعية الأولى والثانية والثالثة والرابعة إلى أن شغل منصب رئيس المجلس الإقليمي في مرسية منذ عام 1987. هذا وقد ركّز مولينا جهوده خلال ولايتيْه في البرلمان الإقليمي على إصلاح تنظيم الخلية، كما وسعى إلى تأسيس الروابط في المجتمع من خلال المشاريع التعاونية الإقليمية مع المؤسسات المرموقة.
كما وعاصر عن كثب في تلك الفترة حرق مبنى البرلمان في 3 شباط 1992 في أعقاب الاضطرابات التي حصلت في ذلك الوقت على إثر الاضطرابات العمالية الواقعة في مدينة كارتاخينا (إسبانيا).
قدّم خوسيه بلانا استقالته من منصب رئيس بلدية لوركا عام 1993؛ والذي بدوره أفسح المجال لميغيل لتولّي منصبه.
وشغل منصب رئيس بلدية لوركا بعد استقالة خوسيه أنطونيو غاليغو وبعد فوزه في الانتخابات البلدية في الأعوام التالية؛ 1995 و1999 و2003.
كما وسعى بعد وصوله إلى البلدية إلى تغيير النموذج الاجتماعي الاقتصادي للبلدية بغرض تنويع الاقتصاد المحلي وإعطاء المزيد من الأهمية لقطاع التعليم العالي لمواجهة الضغط في المراحل الابتدائية.
كما وكان لسياسة اتفاقيات التطوير الحضري التي اتبعها بغرض تشجيع السياحة والمشاريع السكنية، ودعم نقل المياه كحلّ لأزمة نقص المياه في منطقة لوركا أثرٌ على تخفيف احتكاكه بحزبه السياسيّ في السنوات الأخيرة إلى أن قدّم استقالته عام 2003 بعد قضاء 20 عاماً في منصبه في اللجنة الاتحادية لحزب العمال الاشتراكي الإسباني (بالإسبانية: PSOE)‏.
لاقت تصريحات مولينا الجدلية خلال فترة نشاطه السياسية استحساناً وانتقاداتٍ، فضلاً عن حضوره الدائم ضمن قائمة الأشخاص الأكثر تأثيراً في منطقة مرسية خلال العقود الأخيرة.
بعد قضاء 14 عاماً في حكم المدينة، تولّى ميغيل نافارو مولينا منصب رئيس البلدية وبذلك يكون قد أمضى أطول فترة في هذا المنصب منذ إحياء الديمقراطية والتي في كثير من الأحيان حكم فيها بغالبية مطلقة في المدينة.
في 25 تموز 2006 استقال مولينا من منصب رئاسة البلدية وخلفه في 2 آب من العام نفسه ليونثيو كُيّادو. وفي عام 2009 صدر حكم البراءة بحق ميغيل نافارو مولينا بعد تورّطه في «قضية ليموسا».

## وفاته
توفي مولينا في 19 كانون الثاني 2016 إثرَ نوبة قلبية عن عمرٍ يناهز 63 عاماً.

## روابط خارجية
- Ayuntamiento de Lorca